# Biopsicología de la emoción
La biopsicología de la emoción, también conocida como psicobiología de la emoción, trata de explicar cómo las emociones se producen en el ser humano, así como desentrañar su significado.

## Historia de la biopsicología de la emoción

### Darwin
Darwin, en su libro La expresión de las emociones en hombres y animales (1872) supuso que las respuestas faciales humanas evidenciaban estados
emocionales idénticos en todos los seres humanos. Relacionaba la expresión de la emoción con otras conductas y a todas ellas las hacía resultado de la evolución; a partir de ahí intentó compararlas en diversas especies.
Sus ideas principales eran que las expresiones de la emoción evolucionan a partir de conductas, que dichas conductas si son beneficiosas aumentarán, disminuyendo si no lo son, y que los mensajes opuestos a menudo se indican por movimientos y posturas opuestas (principio de antítesis).

### Teoría de James-Lange
William James y Carl Lange propusieron simultáneamente, pero de forma independiente, en 1884 una teoría fisiológica de la emoción. La teoría de James-Lange propone que la corteza cerebral recibe e interpreta los estímulos sensoriales que provocan emoción, produciendo cambios en los órganos viscerales a través del sistema nervioso autónomo y en los músculos del esqueleto a través del sistema nervioso somático.
Estímulo percibido → Respuesta corporal → Emoción experimentada

### Teoría de Cannon-Bard
Propuesta por Walter Cannon como alternativa a la teoría de James-Lange, Phillip Bard la amplió y la difundió. Según esta teoría los estímulos emocionales tienen dos efectos excitatorios independientes: provocan tanto el sentimiento de la emoción en el cerebro, como la expresión de la emoción en los sistemas nerviosos autónomo y somático.
Estímulo percibido → Emoción experimentada-Respuesta corporal (simultáneos)

### James Papez
Papez fue el primero en proponer que era el sistema límbico quien controlaba la expresión emocional.
A partir de los hallazgos de Papez, actualmente se piensa que, ante un estímulo externo, las emociones y las reacciones fisiológicas se producen a la vez, retroalimentándose mutuamente y ayudando al cerebro a su vez a la comprensión del estímulo.

### Teoría de la activación cognitiva de Schachter-Singer
Stanley Schachter y Jerome Singer, al igual que Cannon, aceptaban que el feedback (realimentación) no es lo suficientemente específico para determinar qué emoción sentimos en una situación determinada, pero, como James, creían que también era importante. Su idea era que el feedback de la activación física es un buen indicador de que ocurre algo significativo, aun cuando no sea capaz de comunicar exactamente qué ocurre. Una vez que detectamos la activación física mediante el feedback, intentamos examinar nuestras circunstancias. A partir de nuestra evaluación cognitiva de la situación, clasificamos la activación. La clasificación de la activación es lo que determina la emoción que sentimos. Por lo tanto, según Schachter y Singer, la cognición llena el vacío entre la falta de especificidad del feedback físico y los sentimientos.
Estímulo → Activación → Cognición → Sentimiento

### Teoría de la evaluación de Arnold
Magda Arnold razonó que, para que un estímulo provoque una respuesta emocional o un sentimiento emocional, el cerebro primero debe evaluar el significado del estímulo. Después, las evaluaciones llevan a las tendencias a la acción. Según esta teoría, lo que da cuenta de los sentimientos conscientes es la tendencia sentida a dirigirse hacia objetos y situaciones deseables, y a alejarse de los no deseables. Aunque las evaluaciones pueden ser conscientes o inconscientes, tenemos acceso consciente a los procesos de evaluación tras el hecho.
Estímulo → Evaluación → Tendencia a la acción → Sentimiento

### Teoría de la primacía afectiva de Zajonc
En contraposición a muchas investigaciones en psicología, Robert Zajonc ha afirmado que la relación afectiva antecede a la cognición y se produce independientemente de ésta. Esta controvertida hipótesis ha sido objeto de calurosos debates. Lo que ahora parece estar más claro es que el procesamiento emocional puede producirse en ausencia del conocimiento consciente, pero la cuestión sobre si la emoción y la cognición son independientes entre sí es un tema aparte.
Estímulo → Afecto inconsciente → Sentimiento